# Nicolas Deslauriers
Nicolas „Nick“ Deslauriers (* 22. Februar 1991 in LaSalle, Québec) ist ein kanadischer Eishockeyspieler, der seit Juli 2022 bei den Philadelphia Flyers in der National Hockey League unter Vertrag steht. Der linke Flügelstürmer, der bis 2013 als Verteidiger aktiv war, lief in der NHL bereits für die Buffalo Sabres, Canadiens de Montréal, Anaheim Ducks und Minnesota Wild auf.

## Karriere

### Jugend
Nicolas Deslauriers wurde in LaSalle geboren und wuchs im etwa 80 Kilometer entfernten Saint-Anicet auf. Im Alter von drei Jahren begann er mit dem Schlittschuhlaufen und spielte später bei den Verdun Cobras in Verdun erstes organisiertes Eishockey. In der Jugend lief er (grundsätzlich als Verteidiger) für die Châteauguay Patriotes auf, ehe er 2007 im Entry Draft der Ligue de hockey junior majeur du Québec (LHJMQ) an 80. Position von den Huskies de Rouyn-Noranda ausgewählt wurde, für die er mit Beginn der Saison 2007/08 auf dem Eis stand.
Nachdem Deslauriers seine Debüt-Saison in der LHJMQ unspektakulär mit 42 Spielen und 9 Scorerpunkten beendet hatte, steigerte er seine persönliche Statistik in der folgenden Spielzeit deutlich auf 11 Tore und 19 Assists in 68 Einsätzen. Diese Leistungen brachten ihm auch das Interesse von Scouts ein, die ihn im Ranking der nordamerikanischen Feldspieler für den anstehenden NHL Entry Draft 2009 an 59. Position einordneten. Im eigentlichen Draft wählten ihn dann die Los Angeles Kings an 84. Gesamtposition aus. Vorerst blieb der Verteidiger jedoch in Rouyn-Noranda und stellte in der Saison 2009/10 mit 45 Scorerpunkten eine persönliche Bestleistung auf. Im Juni 2010 gaben ihn die Huskies an die Olympiques de Gatineau ab und erhielten im Gegenzug ein Zweitrunden- und ein Drittrunden-Wahlrecht für den LHJMQ Entry Draft.
Bei den Olympiques wurde er mit 43 Punkten bester Verteidiger der regulären Saison und führte in den Playoffs sogar alle Verteidiger in Punkten (20) an; die Mannschaft erreichte dabei das Finale, unterlag dort jedoch den Saint John Sea Dogs. Im Anschluss unterzeichnete er im Mai 2011 einen Einstiegsvertrag bei den Los Angeles Kings.

### Manchester Monarchs
Vorerst wurde Deslauriers erwartungsgemäß an die Manchester Monarchs abgegeben, das Farmteam der Kings aus der American Hockey League. Dort verbrachte er zwei Saisons ohne besondere Höhepunkte, ehe er im Vorfeld der Saison 2013/14 vom Verteidiger zum linken Flügelstürmer umfunktioniert wurde. Die Monarchs hatten zu diesem Zeitpunkt nur zwei Stürmer-Reihen, wohl aber 10 Verteidiger zur Verfügung, und als Deslauriers im ersten Vorbereitungsspiel als Flügelstürmer vier Tore erzielte, etablierte er sich auf dieser Position. In der Folge entwickelte sich der Kanadier zum torgefährlichsten Angreifer der Monarchs, indem er in 60 AHL-Spielen auf 18 Tore und 21 Vorlagen kam. Die Saison beendete er allerdings nicht in Manchester, da er am 5. März 2014, der Trade Deadline, samt Hudson Fasching an die Buffalo Sabres abgegeben wurde; die Kings erhielten im Gegenzug Brayden McNabb, Jonathan Parker und zwei Zweitrunden-Wahlrechte für die NHL Entry Drafts 2014 und 2015.

### Stete Wechsel in der NHL
Noch am Tag des Trades begab sich Deslauriers nach Rochester, in Erwartung, dort am Tag darauf für die Rochester Americans als Farmteam der Sabres in der AHL zu spielen. Allerdings waren die Sabres in Verletzungsnöten, sodass der Kanadier stattdessen sein Debüt in der National Hockey League gegen die Florida Panthers gab. Bis zum Ende der regulären Saison absolvierte er 17 NHL-Einsätze für die Sabres; hinzu kamen je fünf Spiele in regulärer Saison und Playoffs für die Americans. Im Sommer 2014 wurde sein Vertrag in Buffalo um zwei Jahre verlängert, in dessen Folge er sich im Rahmen der Vorbereitung auf die Saison 2014/15 ebenfalls einen Stammplatz sichern konnte und so als einziger Spieler im Kader alle 82 Spiele für Buffalo absolvierte. Dabei erzielte er 5 Tore und 10 Vorlagen, was ihn (gemeinsam mit Nikita Sadorow) zum besten Rookie-Scorer des Teams machte.
Nach knapp drei Jahren in Buffalo gaben ihn die Sabres im Oktober 2017 an die Canadiens de Montréal ab und erhielten im Gegenzug Zach Redmond. In Montréal unterzeichnete er anschließend im Februar 2018 einen neuen Zweijahresvertrag bis zum Ende der Saison 2019/20. Deslauriers gelang es während dieser Zeit sich in der NHL zu etablieren, jedoch wurde er Ende Juni 2019 mit noch einem Jahr Vertragslaufzeit im Tausch für ein Viertrunden-Wahlrecht im NHL Entry Draft 2020 zu den Anaheim Ducks transferiert.
In Anaheim war Deslauriers in der Folge bis März 2022 aktiv, als er wenige Tage vor der Trade Deadline im Tausch für ein Drittrunden-Wahlrecht im NHL Entry Draft 2023 an die Minnesota Wild abgegeben wurde. Dort beendete er die Saison und wechselte anschließend als Free Agent zu den Philadelphia Flyers, wo er einen mit insgesamt sieben Millionen US-Dollar dotierten Vierjahresvertrag unterzeichnete.

## Karrierestatistik
Stand: Ende der Saison 2024/25
(Legende zur Spielerstatistik: Sp oder GP = absolvierte Spiele; T oder G = erzielte Tore; V oder A = erzielte Assists; Pkt oder Pts = erzielte Scorerpunkte; SM oder PIM = erhaltene Strafminuten; +/− = Plus/Minus-Bilanz; PP = erzielte Überzahltore; SH = erzielte Unterzahltore; GW = erzielte Siegtore; 1 Play-downs/Relegation; Kursiv: Statistik nicht vollständig)